# Matteo Viola
Matteo Viola (7 de Julho de 1987) é um tenista italiano ambidestro, e compete principalmente na ATP Challenger Tour e ITF Futures, tanto em simples e duplas.

## Triunfos (8)

### Simples (4)
| Legenda             |
| ------------------- |
| ATP Challengers (4) |

| Finais por Piso |
| --------------- |
| Duro (1–0)      |
| Saibro (1–2)    |
| Grama (0–0)     |
| Carpete (0–0)   |

| Resultado | No. | Data                   | Torneio               | Superfície | Oponente              | Placar        |
| --------- | --- | ---------------------- | --------------------- | ---------- | --------------------- | ------------- |
| Finalista | 1.  | 27 de Março de 2011    | Caltanissetta, Itália | Saibro     | Andreas Haider-Maurer | 1–6, 6–7(1–7) |
| Finalista | 2.  | 24 de Julho de 2011    | Orbetello, Itália     | Saibro     | Filippo Volandri      | 6–4, 3–6, 2–6 |
| Campeão   | 1.  | 27 de Novembro de 2011 | Guayaquil, Equador    | Saibro     | Guido Pella           | 6–4, 6–1      |
| Campeão   | 2.  | 18 de Novembro de 2012 | Yokohama, Japão       | Duro       | Mirza Bašić           | 7–6(7–3), 6–3 |

### Duplas (5)
| Legenda             |
| ------------------- |
| ATP Challengers (5) |

| Finais por Superfície |
| --------------------- |
| Duro (0–0)            |
| Saibro (2–2)          |
| Grama (0–0)           |
| Carpete (0–1)         |

| Resultado | No. | Data                   | Torneio                        | Superfície | Parceiro         | Oponentes                       | Placar                |
| --------- | --- | ---------------------- | ------------------------------ | ---------- | ---------------- | ------------------------------- | --------------------- |
| Finalista | 1.  | 6 de Novembro de 2011  | Medellín, Colômbia             | Saibro     | Alessio di Mauro | Paul Capdeville Nicolás Massú   | 2–6, 6–4, [8–10]      |
| Campeão   | 1.  | 2 de Março de 2012     | Casablanca, Marrocos           | Saibro     | Walter Trusendi  | Evgeny Donskoy Andrey Kuznetsov | 1–6, 7–6(7–5), [10–3] |
| Finalista | 2.  | 12 de Agosto de 2012   | City of San Marino, San Marino | Saibro     | Stefano Ianni    | Lukáš Dlouhý Michal Mertiňák    | 2–6, 7–6(7–3), [11–9] |
| Finalista | 3.  | 24 de Novembro de 2012 | Toyota, Japão                  | Carpete    | Andrea Arnaboldi | Philipp Oswald Mate Pavić       | 3–6, 6–2, [2–10]      |
| Campeão   | 2.  | 20 de Abril de 2013    | Santos, Brasil                 | Saibro     | Pavol Červenák   | Guilherme Clezar Gastão Elias   | 6–2, 4–6, [10–6]      |

## Ligações Externas
- Matteo Viola na Associação de Tenistas Profissionais